# Blauer Panzerwels
Der Blaue Panzerwels (Hoplisoma nattereri, Synonym: Corydoras nattereri) ist ein im südöstlichen Brasilien beheimateter Süßwasserfisch. Sein Verbreitungsgebiet reicht vom Bundesstaat  Espírito Santo bis nach Paraná. Dort kommt er im Rio Doce, im Rio Jequitinhonha und im Rio Paraíba do Sul vor. Die Art wurde nach Johann Natterer benannt, der die Typusexemplare gesammelt hat.

## Merkmale
Weibliche Blaue Panzerwelse erreichen eine Maximalgröße von 6,5 cm, Männchen bleiben mit einer Länge von 5,5 cm etwas kleiner. Der Blaue Panzerwels hat eine typische Corydoras-Gestalt und eine schlichte, blaugraue bis bräunliche Grundfärbung. Der Bauch ist hell bis weißlich. Eine blauschwarze Längsbinde beginnt hinter dem Kiemendeckel und erstreckt sich über die Körperseiten oberhalb oder auf der Überlappungszone der beiden Knochenplattenreihen und endet auf der Schwanzwurzel. Ein braunschwarzer Fleck befindet sich unterhalb des kräftigen, ersten Rückenflossenstrahls. Die Flossen sind transparent und schimmern gelblich. Die obere Knochenplattenreihe an den Körperseiten zählt 21 bis 23 Platten, die untere 20 bis 21.
- Flossenformel: Dorsale I/7, Anale I/5–7, Pectorale I/8.

## Fortpflanzung
Weibchen der Blauen Panzerwelse legen pro Gelege etwa 30 bis 50 relativ große Eier (ø 2 mm), aus denen nach etwa fünf Tagen die Jungfische schlüpfen, die nach weiteren zwei Tagen frei schwimmen. Die Jungfische sind nach drei Monaten bereits 2,5 bis 3 cm lang.

## Systematik
Der Blaue Panzerwels gehörte zur Corydoras paleatus-Artengruppe, die im Juni 2024 aus Corydoras ausgegliedert und der Gattung Hoplisoma zugeordnet wurde.